# Arenan talo
La maison de l'Arène (finnois : Arenan talo) est un immeuble commercial et résidentiel situé dans le quartier d'Hakaniemi à Helsinki en Finlande.

## Présentation
L'immeuble couvre complètement un îlot urbain triangulaire au nord de la place du marché de Hakaniemi. 
Le bâtiment en briques rouges, est conçu par l'architecte Lars Sonck et construit en deux phases en 1924 et 1929.
Sur son côté Ouest se trouve l'Ympyrätalo et du côté Est se trouve la halle du marché de Hakaniemi.
La rue Hämeentie commence entre la maison de l'arène et le marché couvert. 
Au nord, la maison est bordée par la deuxième ligne. 
La station de métro Hakaniemi se trouve à proximité immédiate de l'Arena talo.
Les lignes de tramway 3 et 9 partent de la maison du côté Ouest de Siltasaarenkatu, les lignes 6, 6T et 7 passent du côté Est de Hämeentie. 
La dite "boucle de l'arène" n'est utilisée qu'exceptionnellement. 
Ainsi, la maison est complètement entourée de tramways. 

## Galerie

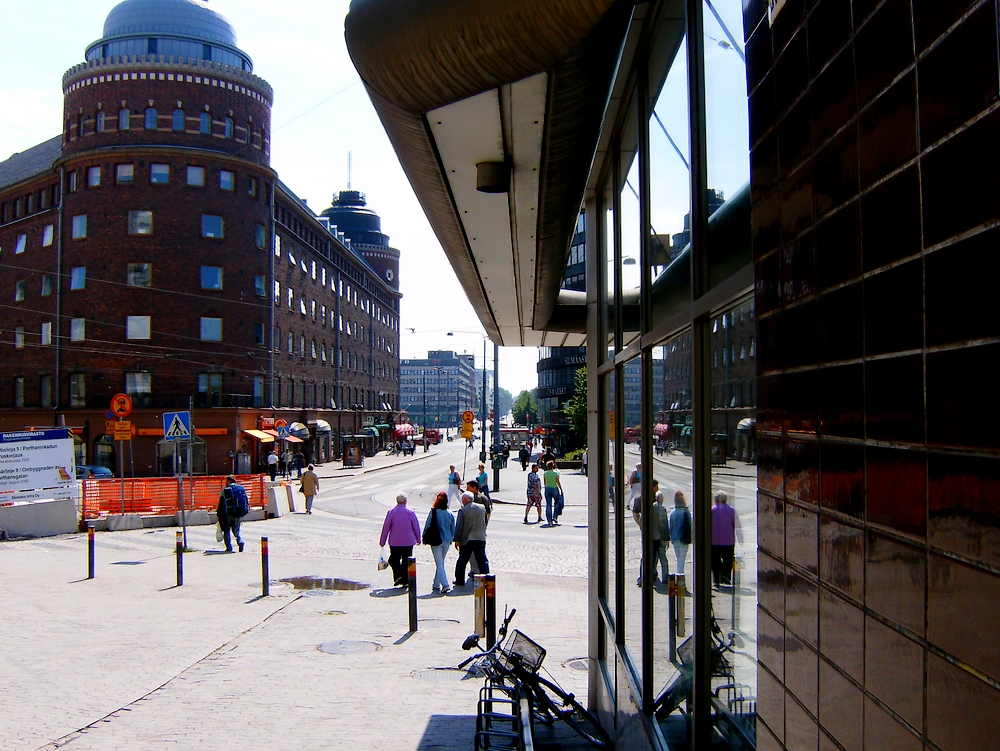
Arenan talo vue de l'entrée Nord de la station de métro Hakaniemi.
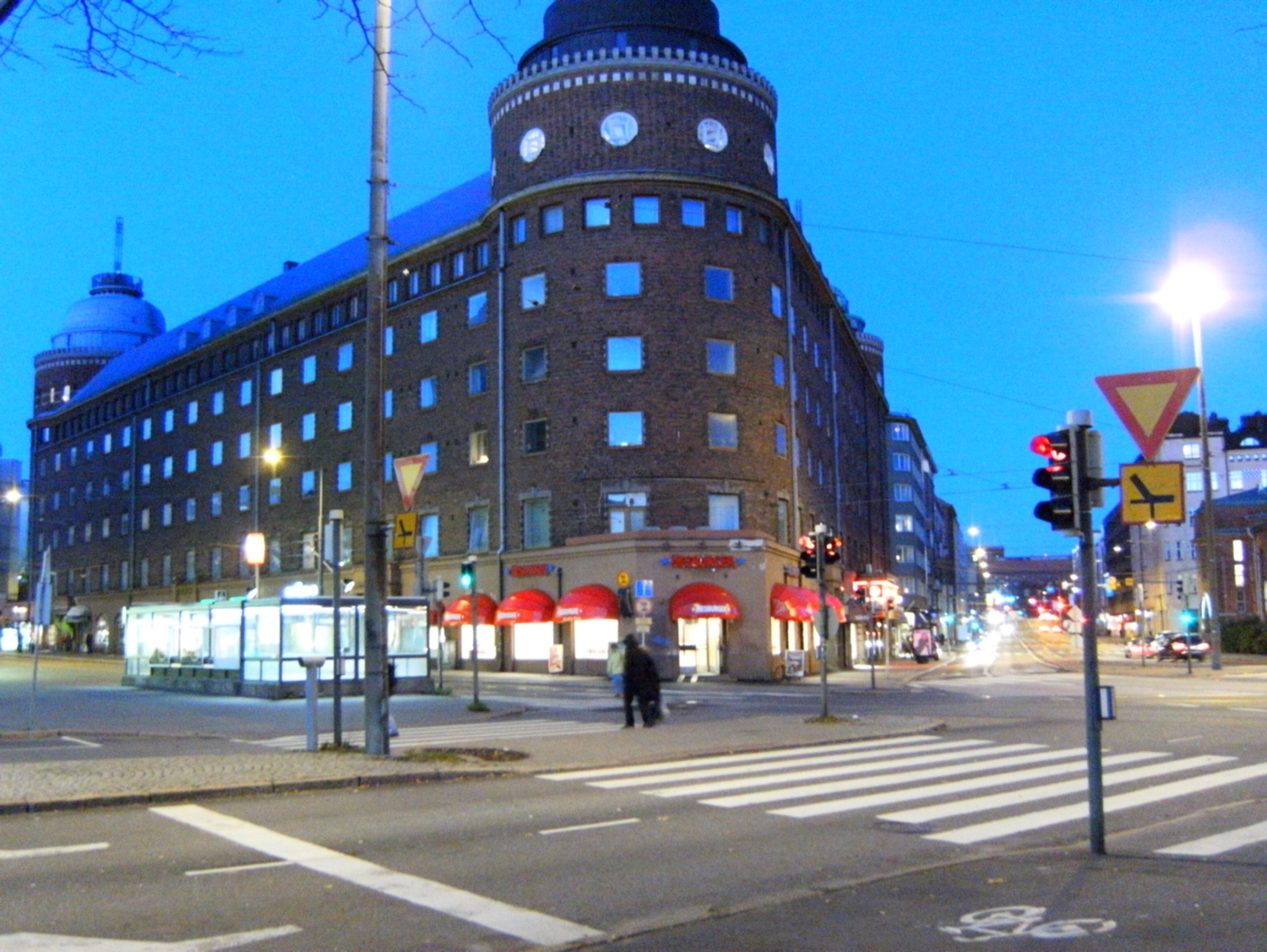
L'Arenan talo en 2008. Hämeentie à droite.
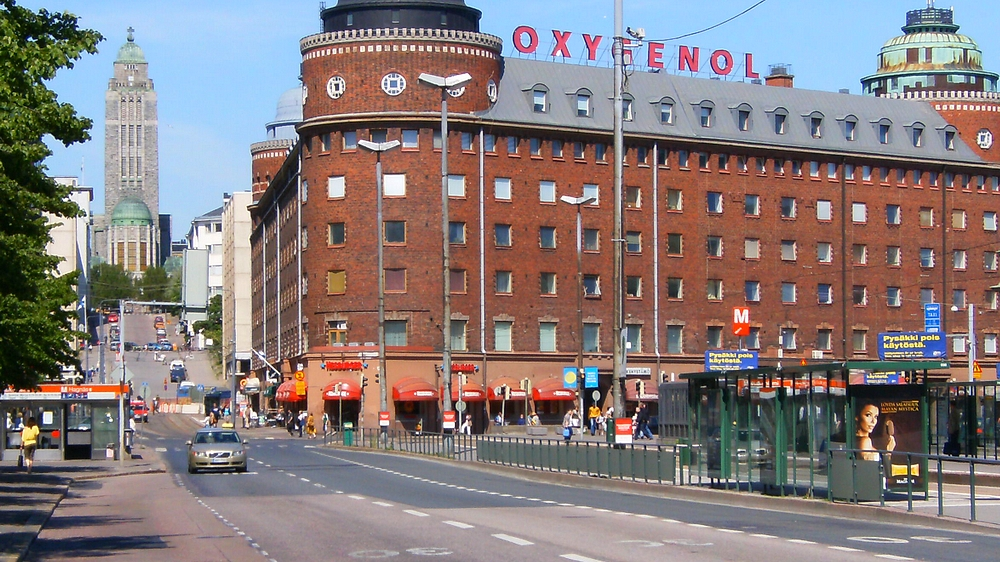
L'Arenan talo vue du Sud. À gauche, l'église du Kallio.